# جوناثان بيهي
جوناثان هنري ديسيري ويليام بيهي المعروف بـجوناثان بيهي (13 يناير 1989 في مارسيليا في فرنسا - ) هو لاعب كرة قدم فرنسي يلعب في مركز الهجوم لعب سابقاً في نادي الجيل.

## روابط خارجية
- جوناثان بيهي على موقع رابطة كرة القدم الفرنسية للمحترفين (الإنجليزية)
- جوناثان بيهي على موقع قاعدة بيانات كرة القدم.إي يو (الإنجليزية)
- جوناثان بيهي على موقع ليكيب (الفرنسية)
- جوناثان بيهي على موقع Soccerway.com (الإنجليزية)